# Van Amersfoort Racing
Van Amersfoort Racing (ook bekend als VAR) is een Nederlands raceteam dat actief was (en sinds 2022 weer is) in de Formule 3 en actief was in de Formule 4. VAR werd in 1975 opgericht door Frits van Amersfoort. Het team heeft inmiddels 13 nationale en internationale kampioenschappen gewonnen. VAR dient nu als opleidingscentrum voor coureurs en pit-crew. Jos Verstappen, Max Verstappen, Charles Leclerc, Huub Rothengatter en Tom Coronel hebben bij dit team gereden.

## Successen
- 1989: Marcel Albers wint de Formule Ford 1600 en het Formule Ford Festival op Brands Hatch.
- 1992: Jos Verstappen won 1992 het Formule Opel-kampioenschap en boekte een dubbele overwinning bij de Masters of Formula 3. Hij won ook samen met Martijn Koene in dat jaar de Nationscup voor Nederland in het Portugese Estoril.
- 1993: Vincent Radermecker hij won in dat jaar 5 Euroseries-races.
- 1994: Tom Coronel haalde een tweede plaats in het Euroseries kampioenschap en won met Donny Crevels de Nationscup.
- 1995: Manuel Gião en Tim Coronel reden wederom in het Euroseries Formule Opel-kampioenschap en veroverden een tweede en derde plek.
- 1996: Bas Leinders won in dat jaar het Formule Ford-kampioenschap. In 1998 won hij het Formule 3-kampioenschap.
- 2002: Jaap van Lagen won in zijn eerste seizoen Formule Ford het kampioenschap. Hij deed dat jaar ook mee met de Marlboro Masters.
- 2005: Renger van der Zande won zeven races in het Formule Renault-kampioenschap.
- 2007: Carlo van Dam wint het ATS Formule 3-kampioenschap.
- 2009: Laurens Vanthoor wint het ATS Formule 3-kampioenschap.
- 2014: Max Verstappen won tien races in het Europees Formule 3-kampioenschap en eindigde als derde in de eindstand.
- 2015: Charles Leclerc won vier F3 races en eindigde als vierde in de eindstand, bij de rookies eindigde hij wel als eerste.
- 2015: Joey Mawson en Mick Schumacher winnen samen 6 races in de Formule 4.
- 2016: Joey Mawson won tien Formule 4 races en werd kampioen. VAR werd tweede bij de constructeurs.
- 2017: Felipe Drugovich won zeven Formule 4 races en kampioen. VAR werd tweede bij de constructeurs.
- 2018: VAR werd tweede bij de constructeurs in de Formule 4.
- 2019: Dennis Hauger won zes Formule 4 races en voor het vierde opeenvolgende jaar werd VAR tweede bij de constructeurs. In de Italiaanse Formule 4 won Hauger 12 races en kampioen terwijl VAR kampioen werd bij de constructeurs.
- 2020: Jonny Edgar won zes Formule 4 races en werd kampioen terwijl zijn teamgenoot Jak Crawford vijf races won. Van Amersfoort Racing werd tevens kampioen bij de constructeurs.
- 2021: Oliver Bearman won het Italiaanse en ADAC Duitse formule 4 kampioenschap.
- 2024: Enzo Fittipaldi won de Formule 2 Feature Race op Jeddah. 1e F2 winst van VAR

## Formuleracing

### Formule Renault
In de Formule Renault 2.0 NEC heeft Van Amersfoort Racing mee gedaan van 2006 tot en met 2012.

### ADAC Formel Masters
In dit kampioenschap, dat gehouden werd van 2008 tot en met 2014, was VAR ook actief in 2008 en 2009. In het seizoen 2009 hebben verschillende coureurs voor Van Amersfoort Racing in de ADAC Formel Masters gereden, namelijk de Duitser Christian Wangerd, Oostenrijker Ferdinand Stuck, Saran Vikram uit India en de Nederlanders Justin Ros en Liroy Stuart.

### Formule 4
Sinds 2015 neemt Van Amersfoort Racing deel aan de Formule 4. Bij de constructeurs werd VAR kampioen in 2020.
Sinds 2017 neemt Van Amersfoort Racing deel aan de Italiaanse Formule 4 serie. Bij de constructeurs werd VAR kampioen in 2019.

### Formule 3
In het seizoen 2009 heeft Van Amersfoort Racing als coureurs de Belg Laurens Vanthoor en de Nederlander Stef Dusseldorp met de startnummers 5 en 6 binnen de gelederen. Ze rijden in een Dallara F307 / Volkswagen. Tijdens de laatste race van het seizoen debuteerde Armaan Ebrahim uit India voor het team uit Huizen met startnummer 7. 2009 was een zeer succesvol jaar voor Van Amersfoort Racing. Met Laurens Vanthoor won VAR voor de derde keer het Duitse Formule 3-kampioenschap. Stef Dusseldorp werd tweede en behaalde ook de Rookie-titel. Van Amersfoort Racing was in 2009 het beste team in de ATS Formel 3 Cup.
Onder meer Max Verstappen en Charles Leclerc hebben in de Formule 3 bij Van Amersfoort gereden. Zij hebben allebei de Formule 1 gehaald en zijn beiden succesvol in deze klasse met meerdere Grand Prix-overwinningen. Verstappen werd in 2021, 2022, 2023 en 2024 wereldkampioen in de Formule 1.
Vanaf 2022 vervangt Van Amersfoort in het FIA Formule 3-kampioenschap het team HWA Racelab.

### Formule 2
In 2022 neemt Van Amersfoort in de Formule 2, net als in de FIA Formule 3, de inschrijving van HWA Racelab over.

## 30 jaar
In 2007 heeft VAR het 30-jarig bestaan van het team gevierd. Ter ere hiervan is een boek uitgegeven met medewerking van journalisten, teamleden en ex-VAR-coureurs zoals Huub Rothengatter, Hendrik ten Cate, Jos Verstappen, Tim en Tom Coronel, Ho-Pin Tung, Jaap van Lagen, Dennis Swart, Stef Dusseldorp, Recardo Bruins, Carlo van Dam, Renger van der Zande en John McGill.
Ook actief dit seizoen: Bedrin (AIX)